# Axfood
Axfood AB är Sveriges största börsnoterade bolag inom dagligvaruhandeln. Axfood bedriver handel med dagligvaror inom detalj- och partihandeln i Sverige. Detaljhandeln drivs genom de egenägda kedjorna Willys, Hemköp, Eurocash och City Gross. Axfoods aktie är noterad på Nasdaq Stockholm och Axel Johnsongruppen är huvudägare.
Axfoods egenägda butiker uppgick till närmare 400 i slutet av 2024. Därutöver samverkar Axfood med drygt 700 handlarägda butiker knutna till Axfood genom avtal, dels under Hemköps varumärke, men också under varumärkena Tempo, Handlar'n och Matöppet. Via Dagab sköter Axfood inköp, logistik och grossistverksamhet. I koncernen ingår även restauranggrossisten Axfood Snabbgross samt Urban Deli, som är ett Stockholmsbaserat koncept med restaurang, saluhall och matbutik. Axfood är också majoritetsägare i nätapoteket Apohem.
Axfoods marknadsandel av dagligvaruhandeln i Sverige var 21,9 procent för år 2023. Inkluderar man City Gross, som ingår i koncernen från november 2024, var marknadsandelen cirka 25 procent.

## Historik
Flera av verksamheterna som ingår i Axfood har en betydligt längre historik än koncernens moderbolag som grundades år 2000. Exempelvis har Dagab anor från 1937, Hemköps verksamhet startade 1958 i Borlänge och LL:s Livs, som senare kom att bli en del av Willys, öppnade sin första butik 1975 i Göteborg.
Koncernen bildades i mars 2000 efter samgående mellan Hemköpskedjan och D&D Dagligvaror, som samtidigt köpte Spar Sverige, Spar Inn Snabbgross och Spar Finland. Axfood övertog även Hemköps notering på Stockholmsbörsen. Företaget kallades inledningsvis Nya Dagligvarubolaget innan man tog namnet Axfood. D&D Dagligvaror hade i sin tur bildats 1999 genom en fusion mellan Dagab och D-gruppen. I D&D Dagligvaror ingick bland annat Willys, som bildats samma år genom en sammanslagning av LL:s Livs och Willys Cash.
När koncernen skapades innefattade den ett stort antal olika butikskedjor såsom Tempo, Vivo, Spar, Eurospar, Exet/Matex, Rätt Pris, HP Billigt och Nära och Billhälls. Efter sammangåendet inleddes arbetet med att rensa bland varumärkena. Butikskedjorna delades upp i tre områden: Hemköpskedjan, Axfood Franchise (Tempo, Vivo och Spar) och Axfood Lågpris. Dessutom bytte Vivo Sverige namn till Spar (Vivo Stockholm var fristående och berördes inte av namnbytet). Exet, Matex och HP Billigt och Nära gjordes om till Willys. Man lanserade också en mindre lågprisbutik som kallades Willys Hemma.
I början av 2005 sades avtalet upp med nederländska Spar, och butikerna bytte namn till Hemköp. Sedan dess omfattar Hemköp både butiker ägda av enskilda handlare och av Axfood. I januari 2006 såldes Spar Finland till Centrallaget för Handelslagen i Finland (SOK).
I januari 2008 genomförde Axfood ett förvärv av PrisXtra som var en lågpriskedja med fem butiker i Stockholmsområdet. PrisXtra upphörde som varumärke 2014, efter att Axfood hade stängt en butik och omvandlat de övriga till Hemköp- eller Willys-butiker.
2009 avslutade Vi-butikerna ett samarbete med Bergendahls, som inletts 2005, och återgick till att samarbeta med Axfood. I juni 2011 beslutade Vi-föreningen att teckna kedjeavtal med Hemköp och samma år konverterades Vi-butikerna till Hemköp-butiker.
I november 2011 förvärvade Axfood, genom sitt dotterbolag Axfood Närlivs, 50 procent av bilvårdsgrossisten Hall Miba. Under 2015 förvärvade Axfood även resterande 50 procent av bolaget. Efter en omorganisation blev Hall Miba ett dotterbolag till Dagab.
Axfood har varit minoritetsägare av Urban Deli sedan start och ökade till hälftenägare 2014. Under 2018 utökade Axfood sitt ägande i Urban Deli från 50 till drygt 90 procent.
Tillsammans med Norgesgruppen slöt Axfood i januari 2017 avtal om att förvärva Eurocash Food AB. Samma månad slutförde Axfood även köpet av nätbutiken Mat.se. Mat.se slogs 2022 ihop med Mathem, som i sin tur gick samman med norska Oda i november 2023. Axfoods ägarandel av Oda Group uppgick till drygt 2 procent i slutet av 2024.
I maj 2017 förvärvade Axfood Middagsfrid, som erbjöd en prenumerationstjänst med hemleverans av färdigplanerade matkassar. Verksamheten i Middagsfrid avvecklades under hösten 2024 efter en svag marknadsutveckling.
I augusti 2017 investerade Axfood, tillsammans med Axel Johnsons investeringsbolag Novax, i det nybildade e-handelsbolaget Hubia med syfte att starta ett nätapotek. Bolaget bytte innan lanseringen namn till Apohem. Axfoods ägarandel var från början 28 procent, men den har senare utökats till ett majoritetsägande.
Axfood-koncernen förvärvade hösten 2021 Bergendahls Food. Samtidigt förvärvades ett minoritetsägande i stormarknadskedjan City Gross om 9,9 procent. I juni 2024 meddelade Axfood att de avsåg förvärva resterande aktier i City Gross för två miljarder kronor. Köpet godkändes av Konkurrensverket i oktober 2024.

## Verksamhet

### Willys
Axfoods största rörelsesegment utgörs av Willys som 2024 stod för ungefär hälften av koncernens omsättning. Willys är inriktad mot lågprissegmentet och består dels av större Willys-butiker och dels av lite mindre Willys Hemma-butiker. Via många Willys-butiker erbjuds också e-handel. I slutet av 2024 fanns det totalt 241 butiker.

### Hemköp
Hemköp är inriktad mot segmentet traditionell livs och målet är att butikerna ska ha ett brett och prisvärt sortiment. Hemköpkedjan bestod i slutet av 2024 av totalt 202 butiker. Av dessa var ungefär en tredjedel egenägda butiker och resterande handlarägda.

### City Gross
City Gross ingår i Axfood-koncernen från den 1 november 2024. Kedjan verkar i stormarknadssegmentet och bestod i slutet av 2024 av 42 butiker. Samtliga City Gross-butiker erbjuder också e-handel.

### Eurocash
Axfood är via NAX AB majoritetsägare i gränshandelskedjan Eurocash. Kedjan bestod i slutet av 2024 av sju butiker som alla ligger nära den norska gränsen, från Strömstad i söder till Storlien i norr.

### Tempo
Butiker med Tempo-profilen är handlarägda närbutiker. Tempo är en del av Hemköpskedjan som ansvarar för att underhålla och utveckla Tempo-konceptet. Vid utgången av 2024 fanns det 124 Tempo-butiker.

### Handlar'n och Matöppet
Handlar'n och Matöppet är närbutikskoncept som drivs av Dagab med handlarägda butiker. 2024 fanns det cirka 200 Handlar'n-butiker och cirka 40 Matöppet-butiker.

### Snabbgross
Snabbgross är en restauranggrossist som främst vänder sig mot kunder inom restaurang, snabbmat och café. Försäljningen sker både via egna butiker och via e-handel. En del av butikerna ingår i det medlemsbaserade konceptet Snabbgross Club som riktar sig till konsumenter.

### Dagab
Dagab hanterar sortiment, inköp, lager och logistik både för Axfoods egna butikskoncept och för externa kunder. Dagabs största lager ligger i Bålsta, men man har bland annat även ett höglager i Backa och ett lager för frukt och grönt i Landskrona.

### Urban Deli
Urban Deli är en kombination av restaurang, saluhall och butik som vid utgången av 2024 fanns på fyra platser i Stockholm. I Urban Deli ingår även ett hotell samt ett produktionskök. Axfood äger via Dagab 91 procent av kedjan.

### Apohem
Apohem är ett nätapotek som erbjuder receptfria och receptbelagda läkemedel, samt olika produkter inom hälsa och skönhet. Apohem drivs som ett samriskföretag där Axfood, via ett dotterbolag, äger 53 procent.

## Varumärken – egna märkesvaror
Axfoods egna märkesvaror utgörs av varumärkena Garant (mat), Eldorado (lågprisprodukter inom dagligvaror), Fixa (specialvaror och grovkem), Såklart (tvätt och rengöring), Falkenberg Seafood (fisk och skaldjur), Mevolution (kroppsvård), Minstingen (barnkategorier), Prime Patrol (produkter med importerad köttråvara), Redo (färdigmat) och Gastrino (produkter för storkök).
Axfood är via Dagab också medlem och delägare i inköpsorganisationen EMD (European Marketing Distribution). EMD har i sin tur egna varumärken som Dazzley, Spicefield, Premier, Powerking, Banderos, Monte Castello, Fraiche D'or, Frischgold, Fresca D'oro, Omega och Smart Pets.

## Kontor
När Axfood bildades 2000 övertog bolaget D&D-gruppens kontor vid Råsunda fotbollsstadion i Solna. Axfoods ledningsstab var till en början lokaliserad på Kungsgatan i centrala Stockholm. Första kvartalet 2006 flyttade Axfood och Hemköp från kontorsbyggnaden i Råsunda till Solna strand. I januari 2014 flyttade Axfood sitt huvudkontor från Solna till Torsplan i Vasastaden och angränsade till nya Hagastaden i Stockholm.

## Ägare
Största ägare i Axfood är Axel Johnsongruppen som kontrollerar 50,1 procent av bolaget. Resterande aktier ägs till stor del av olika fonder.

## Verkställande direktörer
- 2000–2005: Mats Jansson[44]
- 2006–2017: Anders Strålman[45]
- 2017–2024: Klas Balkow[46]
- 2024–: Simone Margulies[47]

## Galleri

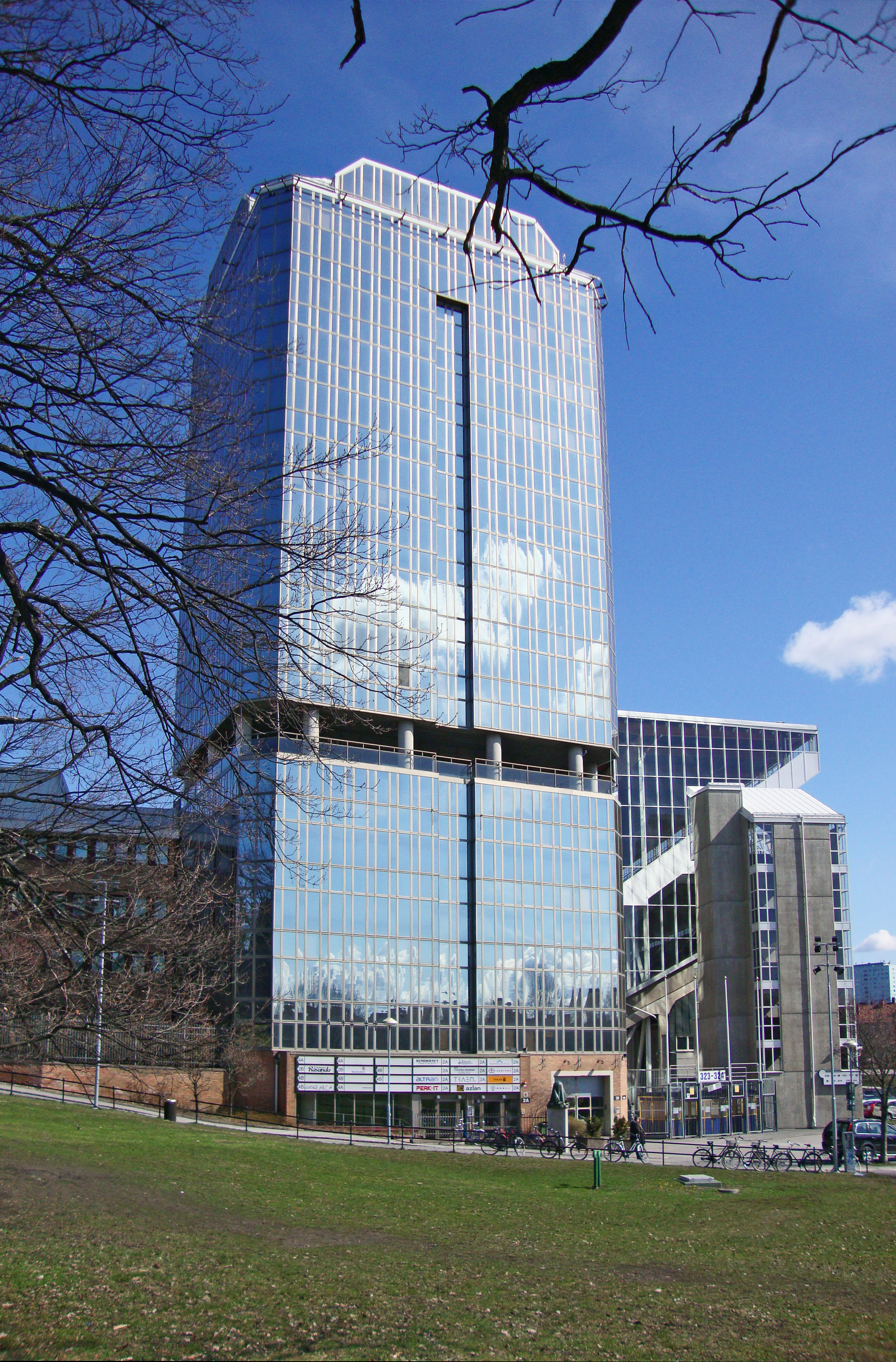
Axfoods huvudkontor i Solna 2000–2006.
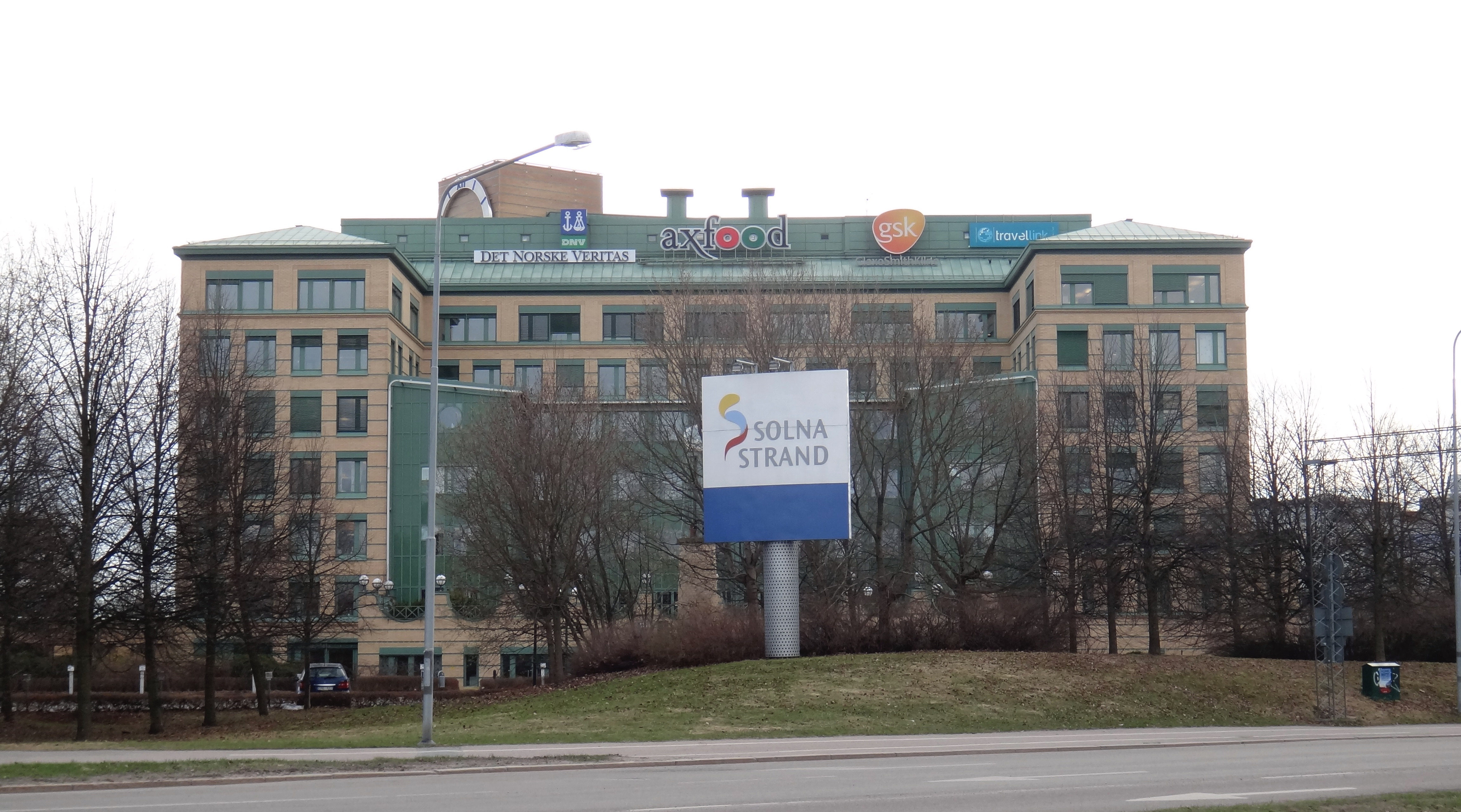
Axfoods huvudkontor i Solna 2006–2014.
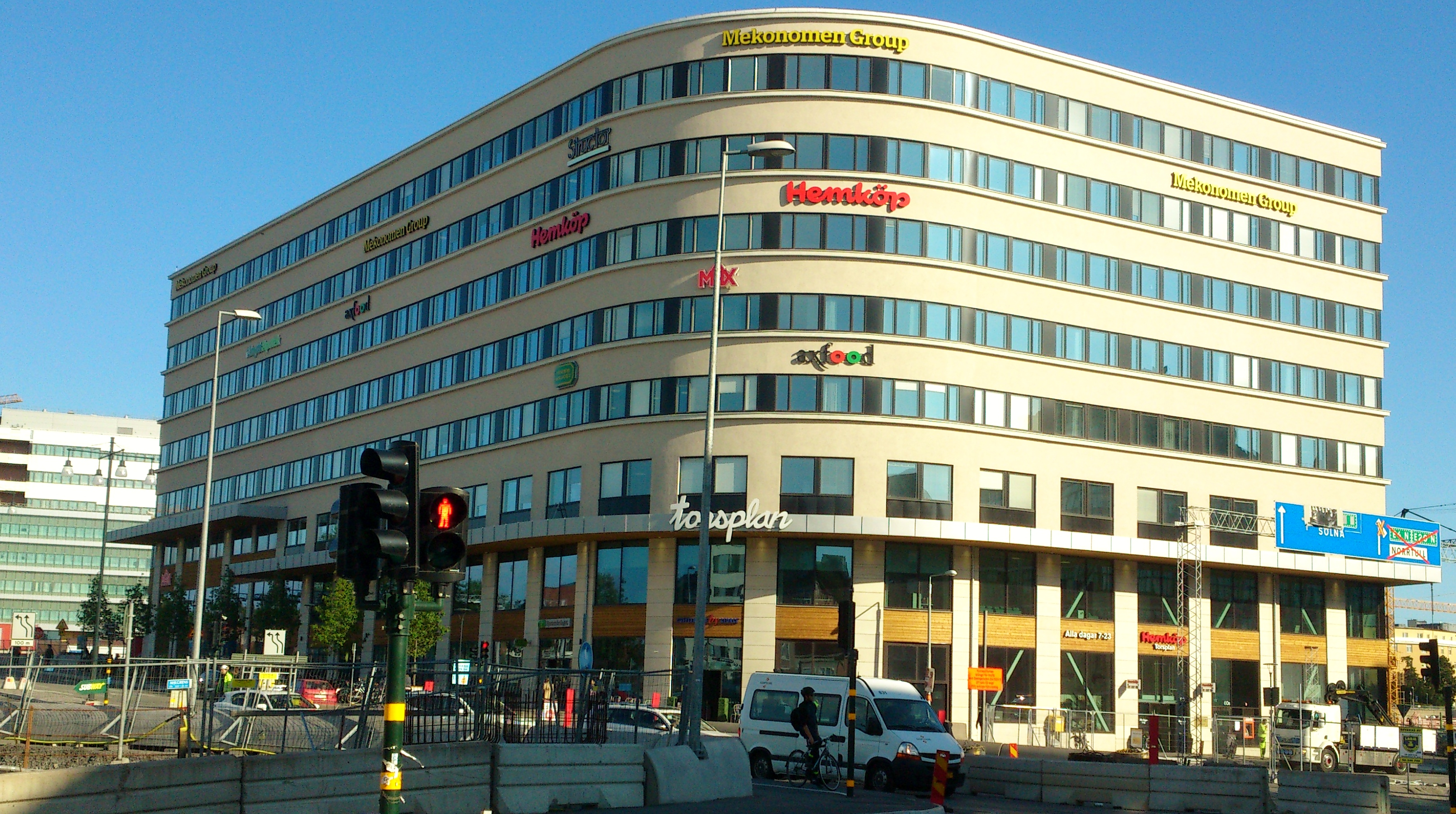
Axfoods huvudkontor i Stockholm sedan februari 2014. Sydvästra fasaden sedd från Solnavägen.
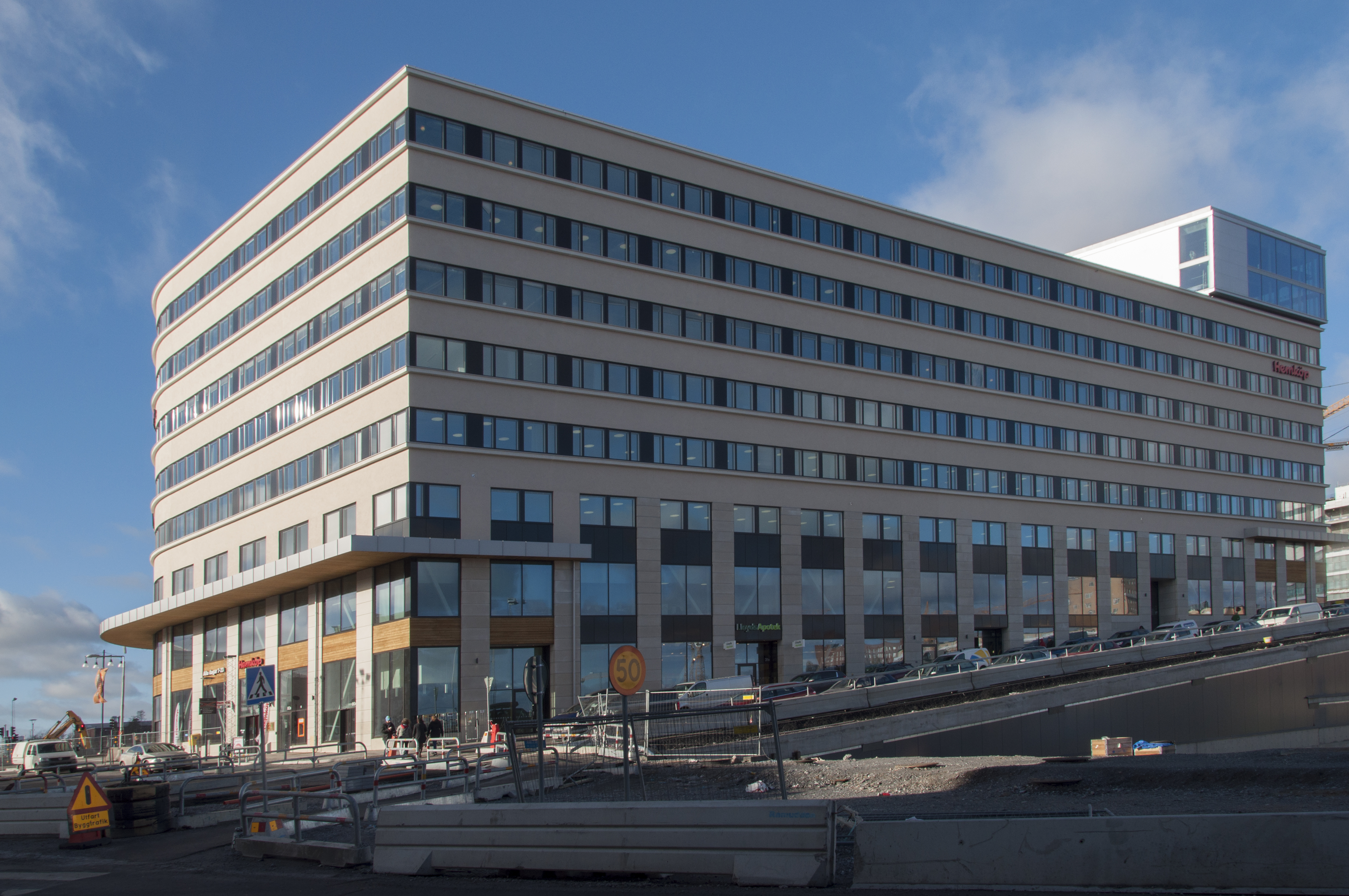
Axfoods huvudkontor i Stockholm sedan februari 2014. Sydöstra fasaden sedd från Gävlegatan.